# Landover Hills
Landover Hills è un comune degli Stati Uniti d'America, situato nello stato del Maryland, nella contea di Prince George's.